# 秒差距
秒差距（英語：parsec，符號為）是一個宇宙距离尺度，用以測量太陽系以外天體距離的單位。1秒差距約為3.26光年、206,000天文單位或 3.085677585519×1016公尺（约31公里）。秒差距的原理使用了視差與三角學，其定義為「1天文單位（AU）的對角為1角秒時的距離」，但於2015年時被重新定義為一個精確值：648000/π天文單位。離太陽最近的恆星比鄰星，距離大約為1.3秒差距（4.2光年）。絕大多數位於距太陽500秒差距(1630光年)內的恆星，可以在夜空中以肉眼看見。
秒差距最早於1913年，由英國天文學家赫伯特·霍爾·特納提出。其英語名稱為一個混成詞，由「1角秒（arcsecond）的視差（parallax）」組合而來，使天文學家可以只從原始觀測數據，就能夠進行天文距離的快速計算。由於上述部分原因，即使光年在科普文字與日常使用上維持優勢地位，秒差距仍受到天文學與天體物理學的喜愛。秒差距適用於銀河系內的短距離表述，但在描述宇宙大尺度的用途上，會將其加上詞頭來應用，如千秒差距（kpc）表示銀河系內與周圍物體的距離，百萬秒差距（Mpc）描述銀河系附近所有星系的距離，吉秒差距（Gpc）則是描述極為遙遠的星系與眾多類星體。
2015年8月，國際天文學聯合會通過B2決議文，將絕對星等與熱星等進行標準定義，也包含將秒差距定義為一個精確值，即648000/π天文單位，或大約3.08567758149137×1016公尺（基於2012年國際天文學聯合會對於天文單位的精確國際單位制定義）。此定義對應於眾多當代天文學文獻中對於秒差距的小角度定義。

## 基礎定義
秒差距是一种最古老的，同时也是最标准的测量恒星距离的方法。它是建立在恆星视差的基础上。
想象待测的恒星与一条地球公转轨道的半径线段（即一个天文单位长度）所成的三角形，分别度量待测恒星到太阳及到地球的边长、与这两条边的夹角。当这个夹角为一角秒时，这个三角形是如此的狭长、以至于这两条边长可视为相等，那么这个边长即称为一秒差距。此时这个三角形既可视为等腰三角形、又可视为直角三角形（因剩余的两个角极其接近直角）。
更详细地说，周年视差 {\displaystyle \pi =1''} 的恒星与地球的距离 {\displaystyle r=206\,265\,\mathrm {AU} }，这个距离定义为一秒差距（{\displaystyle 1\,\mathrm {pc} }）。

### 計算秒差距的值
在上圖中（非等比例繪製），S代表太陽，E代表地球在軌道上的一個點。因此ES的距離就是1天文單位（au）。假設角SDE為1角秒（1度的1/3600），D為太空當中的某一點，因此依據上述定義，該點與太陽間的距離就稱為1秒差距。根據三角學，SD的距離可由下列方式計算出來：
{\displaystyle \mathrm {\tan 1''} ={\frac {\mathrm {ES} }{\mathrm {SD} }}}
使用小角度近似，也就是極端小角度的正切值近乎等同於該角度本身（以弧度表示）：
{\displaystyle \mathrm {SD} \approx {\frac {\mathrm {ES} }{1''}}={\frac {1\,{\mbox{AU}}}{{\frac {1}{60\times 60}}\times {\frac {\pi }{180}}}}={\frac {648\,000}{\pi }}\,{\mbox{AU}}\approx 206\,264.81\,{\mbox{AU}}}
由於1天文單位被定義為149597870700 米=，因此可以計算出下列值：
| 1秒差距 | ≈ 206264.806247096天文單位 |
| 1秒差距 | ≈ 3.085677581×1016公尺     |
| 1秒差距 | ≈ 19.173511577兆英里       |
| 1秒差距 | ≈ 3.261563777光年          |

## 長度單位
| 長度單位               | 縮寫 | 表示                    | 備註                                                                   |
| ---------------------- | ---- | ----------------------- | ---------------------------------------------------------------------- |
| 秒差距                 | pc   | 3.261光年（近似值）     | 可用於測量鄰近恆星之間的距離。                                         |
| 千秒差距               | kpc  | 1000秒差距              | 可用於測量星系或星系團內部天體之間的距離。                             |
| 百萬秒差距             | Mpc  | 1,000,000秒差距         | 用於測量鄰近星系或星系團之間的距離。                                   |
| 十億秒差距（吉秒差距） | Gpc  | 1,000,000,000秒差距     | 可用於測量大尺度纖維狀結構（比如CfA2長城）的距離和長度或類星體的距離。 |
| 兆秒差距（太秒差距）   | Tpc  | 1,000,000,000,000秒差距 |                                                                        |

## 天體視差
天体的视差越大，则其距离就越近。反之，则视差越小，离我们越远。离我们最近的恒星（太阳除外）比邻星的距离约为1.29pc（4.22光年）。

## 註腳
1. ↑  對於此計算方式，其誤差值約為10億分之一（1×10−9）。